# 구닝터우 전투
구닝터우 전투(古寧頭之役, Gǔníngtóu zhī Yì) 또는 진먼 전투(金門戰役, Jīnmén Zhànyì)는 제2차 국공 내전 중이었던 1949년 10월(10월 25일 ~ 10월 27일)에 중화민국과 중화인민공화국이 금문도를 두고 벌인 전투이다. 이 전투에서 중국 인민해방군이 대패하여 중화인민공화국은 금문도 점령에 실패하였고, 중화민국 정부의 타이완 지배가 공고해졌다.

## 배경
1949년 10월 1일 중화인민공화국 수립 선언 이후 중화민국 국군은 중국 본토에서 대만으로 후퇴하기 시작하지만 중화민국 국군은 푸젠성 해안 금문도와 마쭈 열도에 병력을 뒀다. 중국 인민해방군 사령부는 대만에 대한 최후 공격 이전에 금문도와 마쭈 열도를 침공해야 한다고 생각했다. 인민해방군은 2개 사단보다 작은 규모의 병력이 주둔했다고 생각한 대금문도에 상륙거점을 확보하고자 9천 명의 병력으로 공격하고 1만 명 가량의 병력을 상륙시키기로 계획한다. 섬 전체에 중화민국 국군 병력이 12,000명 밖에 없다고 여겼던 인민해방군의 오판은 나중에 구닝터우 전투에서의 패인이 됐다.
인민해방군의 이러한 계획을 예상한 중화민국 국군은 섬을 더 강하게 무장했다. 10월까지 중화민국 국군은 지뢰 7455개를 매설했고 섬 해안가에 지하 벙커 200개를 구축했으며 상륙작전을 방해할 몇몇 장애물도 설치했다. 금문도에 있는 중화민국군 사령부도 더 많은 무기, 병력, 보급품을 지원받았다. 10월 25일 인민해방군 낚시배 수 백 척이 금문도의 작은 마을 룽커우로 향해 출발했지만 선박 운전 미숙과 폭풍우 때문에 병력 일부가 룽커우를 지나쳐 구닝터우 방향으로 나아갔다.

## 전투

### 1949년 10월 25일
10월 25일 1시 반, 중화민국 국군 순찰대원이 일부러 지뢰 하나를 터뜨렸고 인민해방군의 잠입이 위협받게 됐다. 곧바로 중화민국 국군이 쏜 화염이 하늘을 뒤엎었고 인민해방군 선박이 노출됐다. 2시에 썰물이 시작했을 때 인민해방군 244연대, 251연대, 253연대가 섬의 북쪽 해안에 있는 구닝터우(古寧頭), 후웨이(湖尾), 룽커우(壟口)에 상륙했다. 244연대는 룽커우 근처에 상륙했는데 이곳에서 중화민국 국군은 기관총, 대포, 박격포로 대응했고 구닝터우와 후웨이 근처에 상륙한 251연대와 253연대는 중화민국 국군 병력을 돌파해서 내륙으로 계속 나아갔다.
만조 때에 상륙한 인민해방군의 많은 선박들은 간조 때가 되자 후속 병력들을 수송하러 돌아갈 수 없게 됐다. 거의 대부분 목재로 만들어진 이 선박들은 구닝터우 북서쪽 해안을 순찰하던 중화민국 해군 선박과 화염방사기, 수류탄, 기름을 이용하는 병력들에 의해 파괴됐다.
진군하던 인민해방군은 중화민국 국군 제18군 병력과 제3전차연대 1대대의 M5A1 전차와 맞닥뜨렸다. 인민해방군 244연대는 솽야산(雙乳山)을 점령했지만 이른 아침 중화민국 국군에 의해 패배했다. 인민해방군 253연대는 관인산(觀音山)과 후웨이(湖尾) 고지를 차지했지만 보병, 전차, 그리고 화염방사기를 사용하는 군인들로 이뤄진 중화민국 국군이 12시에 반격한 후 후퇴했다. 251연대는 중화민국 국군을 겨우 뚫고 구닝터우에 진입하여 린춰(林厝)에 구덩이를 팠지만 곧 중화민국 국군 14사단과 118사단의 공격을 받았다. 이 날 인민해방군은 후웨이와 룽커우에 있는 상륙거점을 상실했다.

### 1949년 10월 26일
10월 26일 3시, 인민해방군 85사단 246연대 4개 중대 병력 약 1천 명 가량이 후웨이와 구닝터우에 이미 재상륙했던 인민해방군에 호응하여 상륙했다. 새벽에 246연대는 구닝터우를 에워싼 중화민국 국군 병력을 간신히 돌파하여 아군 병력과 조우했다. 6시 30분에 중화민국 국군 118사단이 구닝터우와 린춰에 있는 인민해방군을 향해 북쪽 해안을 따라 반격한 후 구닝터우 길거리에서 시가전을 전개했다. 중화민국 국군은 B-26과 B-25의 지원사격과 함께 결국 정오에는 린춰를, 15시에는 난산(南山)을 각각 수복하였다. 인민해방군 잔존 병력은 해안으로 후퇴하기 시작했다.

### 1949년 10월 27일
10월 27일 아침, 인민해방군 병력들의 식량과 탄약이 고갈됐고 인민해방군 병력 1300명은 구닝터우 북쪽 해안으로 후퇴했다. 중화민국 국군의 최후 공격 이후 인민해방군 잔존 병력은 10시에 투항했다.

## 이후
구닝터우 전투에서 패배한 인민해방군 장군 예페이는 상륙 선박 부족, 상륙거점 보호 실패, 첫번째로 상륙한 3개 연대를 통솔하는 지휘관 부족을 패인으로 언급하며 마오쩌둥에게 처분을 요청했지만 예페이는 마오쩌둥이 총애하는 장군 중 한 명이었기에 마오쩌둥은 예페이를 문책하지 않았다.
한편 계속된 패전으로 대륙을 빼앗기고 사기가 저하되어있던 중화민국 국군에게 구닝터우 전투는 실로 오랜만에 거둔 주요한 승리였다. 이후 한국 전쟁 발발 및 1954년 미국과 중화민국 간에 맺어진 중미공동방어조약과 함께 인민해방군의 대만 침략은 저지됐기 때문에 대만에서는 구닝터우 전투를 높게 평가하고 있다.

## 중화민국 국군의 성공적 방어

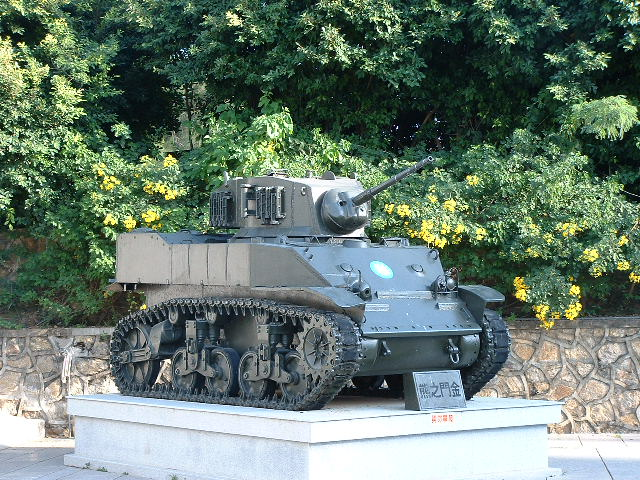
M5A1전차

금문도에 배치된 중화민국 국군 M5A1전차는 무장이 잘 안 된 인민해방군 보병의 초기 상륙을 저지하는 데에 효과적이었던 것으로 드러났다. 탄약이 고갈된 전차의 전차병들이 인민해방군 보병을 깔아뭉갠 전과를 통해 M5A1 전차는 금문도의 곰(金門之熊)이라는 별명이 붙여졌다. 룽커우에 상륙한 인민해방군 244연대는 중화민국 국군 제3전차연대 1대대 3중대 1소대 전차 3대와 맞닥뜨리게 됐다. 전차 3대 중 한 대는 해변에서 고장난 동안 다른 전차 두 대의 엄호로 수리될 수 있었다.
중화민국 해군 전차상륙함은 10월 25일에 인민해방군 상륙 지점 근처에 있었고 대부분이 목재 정크선박과 낚시배였던 인민해방군 선박을 화력으로 격파냈다. 전차상륙함은 10월 24일 보급품을 내리고 섬을 떠날 예정이었지만 섬에 남게 됐다. 공식적 이유는 기상악화였지만 사실 대만에서 싣고 온 브라운슈가를 땅콩기름과 교환하는 밀수를 하는 것이 이유였다. 섬에 땅콩기름이 충분하지 않아서 추가생산을 위해 하루 동안 더 머물고자 했다.

## 같이 보기
- 국민혁명군